# Saint-Germain-de-Longue-Chaume
Saint-Germain-de-Longue-Chaume település Franciaországban, Deux-Sèvres megyében. Lakosainak száma 387 fő (2022. január 1.). Saint-Germain-de-Longue-Chaume Adilly, Amailloux, Clessé és Fénery községekkel határos.

## Népesség
A település népessége az elmúlt években az alábbi módon változott:
| Lakosok száma | 413  | 406  | 407  | 403  | 402  | 401  | 402  | 394  | 387  |
|               | 2013 | 2015 | 2016 | 2017 | 2018 | 2019 | 2020 | 2021 | 2022 |